# Saint-Loup-Nantouard
 Saint-Loup-Nantouard  es una población y comuna francesa, situada en la región de Franco Condado, departamento de Alto Saona, en el distrito de Vesoul y cantón de Gray.

## Demografía
| 126 | 132 | 105 | 128 | 124 | 118 | 120 |
| Para los censos de 1962 a 1999 la población legal corresponde a la población sin duplicidades (Fuente: INSEE [Consultar]) |     |     |     |     |     |     |